# Каштру, Алвару Шавьер де
Алвару Шавьер де Каштру (порт. Álvaro de Castro; 9 ноября 1878, Гуарда — 29 июня 1928, Коимбра) — португальский политический и государственный деятель, премьер-министр Португалии (1920 и 1923—1924). Премьер-министр Португалии (в составе хунты (1915). Колониальный администратор. Генерал-губернатор Мозамбика (1915—1918).
Был членом Конституционной хунты, првившей Португалией в 1915 году. Позже занимал пост генерал-губернатора Мозамбика с 1915 по 1918 год. Видный участник попытки переворота 11 января 1919 года, которая произошла после убийства президента Сидониу Паиша.
Один из основателей Республиканской Национальной партии возрождения . С 20 по 30 ноября 1920 года занимал пост премьер-министра Португалии.
Затем вступил в новую партию, Националистическую республиканскую партию. Повторно стал премьер-министром Португалии с 18 декабря 1923 по 6 июля 1924 года.